# Maria Pilar Aquino
Maria Pilar Aquino nasceu em uma família camponesa com poucos recursos em Ixtlán del Río, Nayarit, México, em 6 de Março de 1956. Seus país participaram do movimento de trabalhadores rurais. Emigrou com seus pais para San Luis, Arizona, foi inflenciada por Cesar Chavez, foi integrante da Sociedade de Ajudantes, uma congregação religiosa feminina, de espiritualidade inaciana, fundada na Paris (França) em 1856, que tem como objetivo servir a todos os que sofrem, com foco no marginalizados, marginalizados e esquecidos . Obteve licenciatura em teologia por meio de estudos na Pontifícia Universidade Católica do Rio Grande do Sul (Porto Alegre, Brasil) e no Instituto Teológico de Estudos Superiores (México). Em 1991, obteve doutorado em teologia na Universidade Pontifícia de Salamanca (Madri), orientada por Casiano Floristán, catedrático de Teologia Prática. Foi professora de teologia no "Mount St Mary’s College" em Los Angeles (Califórnia - Estados Unidos), que é uma Universidade para estudantes do sexo feminino dirigida pela Congregação das Irmãs de São José de Carondelet. Integrou a Mesa Diretora da Sociedade Teológica Católica da América e foi integrante do Conselho Diretor da Revista Internacional de Teologia "Concilium". Em 2000, recebeu o título de doutora honoris causa pela Universidade de Helsinque (Finlândia). Foi professora de Teologia e Estudos Religiosos e diretora associada do Centro para o Estudo do Catolicismo Latino na Universidade de San Diego (Califórnia - Estados Unidos). Foi uma das fundadoras da Academia de Teólogos e Teólogas Latinos (as) dos Estados Unidos, tendo sido inclusive sua presidente.
Maria Pilar entende a teologia como um "força sócio-crítica de transformação sistemática que confronta as realidades de opressão e de violência com o objetivo de atualizar relações sociais livres de exploração e de desumanidade". Para ela, a reflexão teológica não seria 'algo' externo à sua vida, mas um eixo central de sua identidade como mulher e é o modo como corresponde ao mistério de Deus em sua vida. A teologia a levaria pelos grandes rios de resistência e de esperança que banham a vida cotidiana dos grupos populares de onde é oriunda e é o modo privilegiado para encontrar força, inspiração e esperança.
Maria Pilar foi um crítica do Pontificado de João Paulo II.

## Teologia Feminista
Maria Pilar contribuiu para a elaboração do novo paradigma de teologia feminista latinoamericana da libertação, por acreditar que não poderia haver teologia libertadora que deixasse as mulheres na penumbra. Por isso defendeu uma perspectiva teológica que além da opção pelo pobres, assumisse um compromisso com as mulheres pobres, analisando a realidade também a partir da perspectiva das mulheres, especialmente no que se refere ao corpo, à saúde, à sexualidade, aos efeitos da globalização, à educação e aos âmbitos de poder onde se tomam decisões que afetam às vidas das mulheres.
Em 1988, compilou as intervenções das teólogas latino-americanas na Conferência Intercontinental de Mulheres que ocorreu em 1986 em Oaxtepec (México) e organizada pela Comissão de Mulheres da Associação Ecumênica de Teólogos e Teólogas dor Terceiro Mundo (EATWOT) que tinha como tema central: "Fazer Teologia a partir da perspectiva das mulheres do Terceiro Mundo". Durante a Conferência, se debateu a hermenêutica bíblica, a cristologia, a eclesiologia e a espiritualidade.
Em 1992, foi publicada sua tese de doutorado: "Nosso clamor pela vida. Teologia latinoamericana a partir da perspectiva da mulher", na qual procurou esclarecer a contribuição específica das mulheres aos processos históricos de mudança e à teologia libertadora, como sujeitos de reflexão e não como meros objetos de estudo.
Segundo Maria Pilar, os pressupostos da produção teológica a partir da perspectiva das mulheres latinoamericanas, incluem:
1. uma antropologia unitária, centrada no ser humano, igualitária, realista e pluridimensional;
2. o uso da palavra como meio para expressar a própria compreensão de sua identidade como sujeitos plenos;
3. a sexualidade como dimensão inerente à existência humana, fonte de libertação e parte fundamental na construção da identidade;
4. a lógica da vida e a resistência como expressão da defesa da vida e como rechaço da submissão ao sistema socioeconômico machista;
5. a criatividade como manifestação da força coletiva das mulheres;
6. a solidaridade cativante, entendida como genuína inclinação compassiva;
7. a liberdade como abandono dos caminhos que escravizam, e como a exploração de novos caminhos e o exercício das possibilidades inéditas de seu ser;
8. a esperança em um futuro novo onde triunfe a vida sobre a morte, a verdade sobre a mentira, o bem sobre o mal, o amor sobre o ódio, a  justiça sobre a injustiça, a solidariedade sobre o egoísmo, a graça sobre o pecado.

Outras características da produção teológica de Maria Pilar, são:
1. a mediação socioanalítica feminista;
2. a "hermenêutica bíblica da suspeita" e os "atrevimientos hermenêuticos" (as indagações que as mulheres da América Latina têm sobre a Bíblia);
3. a importância da Bíblia na vida das mulheres e a vida das mulheres como lugar de revelação.

Na obra "Teologia feminista latinoamericana", escrita em parceria com Elsa Tamez, Maria Pilar sustenta uma teologia feminista latinoamericana com base nos seguintes pontos de partida:
1. a vida cotidiana, que abre diversas janelas para a construção de um projeto alternativo à realidade presente;
2. a experiência das mulheres como participantes de novas práticas políticas, religiosas e teológicas;
3. a consciência de gênero, que implica uma mudança na compreensão de Deus como força criadora de bem estar e não como "eterno ser patriarcal sentado no trono"; # a hermenêutica feminista;
4. a lógica da vida em sua integridade, o desenvolvimento integral e o equilíbrio ecológico contra a lógica predatória da morte;
5. a própria subjetividade por meio da retomada da autoestima, o valor e o poder;
6. a memória histórica das tradições emancipatórias das mulheres;
7. a autoridade das mulheres como agentes sociais frente à sua invisibilização nos processos históricos de transformação;
8. a práxis do carinho como alternativa às práticas desumanizadoras como superação da frieza conceitual;
9. a relação vital entre razão e paixão;
10. o ecumenismo alternativo[4].

## Contra a "espiritualidade neoliberal"
Segundo Maria Pilar, a "espiritualidade neoliberal", seria oposta às espiritualidades feministas da Sabedoria, pois o neoliberalismo se baseia nos "princípios dogmáticos" da eficiência econômica, da competitividade e da gratificação individual e apresenta o mercado global como a última instância que ordena, dirige e da significado à existência humana.
Na perspectiva neoliberal, as elites exercem as "funções sacerdotais" de manutenção do mercado global que funciona como uma nova religião. Uma religião que cria uma imagem invertida da realidade que faz com que as pessoas não percebam os estragos do neoliberalismo, e, dentre estes estragos, destaca "os corpos das mulheres consumidos pela disciplina patriarcal". A espiritualidade do mercado global gera no imaginário social um estado de resignação e uma paralisação política. Pior que isso, tende a destruir as tradições críticas e a eliminar o pluralismo identitário tanto no plano religioso como no cultural.
Maria Pilar propõe uma oposição à espiritualidade neoliberal por meio da desconstrução dos mecanismos que sustentam o determinismo patriarcal por meio do fortalecimento das cosmovisões feministas transformadoras e do apoio às lutas contra a globalização fortalecendo as lutas feministas plurais.

## Defesa da diversidade cultural
Maria Pilar também procura uma articulação criativa do pensamento intercultural com a elaboração de uma teologia crítico-libertadora que tenha como perspectiva um paradigma de justiça. Parte da ideia de que o pensamento intercultural oferece marcos conceituais para um avanço na reflexão crítica relativa à função que deve exercer a atividade teológica nos conflitos atuais para ajudar a teologia a dar respostas a tais conflitos. A teóloga sustenta que a atividade teológica não deve ser neutra diante dos conflitos pois é um campo de luta.
Por isso, sustenta que as práticas teológicas devem ser avaliadas de acordo com a capacidade de apoiar ou de criar obstáculos aos processos sociais e eclesiais orientados a gerar paradigmas de justiça. Em sintonia com as teologias da libertação, crê que a relevância de uma teologia não tem parâmetro na sua eloquência discursiva sobre as relações Deus-mundo, mas na sua capacidade ético-política de reparar no sofrimento injusto das vítimas. O conhecimento teológico não deve funcionar como mecanismo gerador de discursos desumanizadores ou legitimador de sistemas de dominação, mas como princípio de libertação.
Dentre as características da teologia articulada interculturalmente, merecem destaque:
1. o desenvolvimento de propostas alternativas orientadas a promover modelos culturais emancipatórios, o que passa pela desconstrução das tradições culturais e religiosas geradoras de violência, pois que não correspondem ao plano de Deus;
2. o fortalecimento do compromisso da comunidade teológica com a releitura, em termos interculturais, e a reconstrução da própria tradição cristão, em seu núcleo fundamental que é a história da libertação.

Maria Pilar não nega a dialética do cristianismo na América Latina e, portanto, afirma que o cristianismo latino-americano legitimou o uso da violência estrutural do sistema e tem importantes setores que mantém teologias monoculturais, dogmatismo e práticas institucionais absolutistas. Por outro lado, reconhece que setores que defendem dos direitos humanos, a justiça social e a cultura de paz. Esse setor progressista teve sua origem com a atuação de Bartolomé de Las Casas e se fortaleceu com os documentos aprovados na Segunda Conferência Geral do Episcopado Latino-Americano, realizada em Medellín (Colômbia), em 1968.
Maria Pilar é partidária da opção pela esperança em outro mundo possível, por meio de uma teologia da libertação que apoie os movimentos alternativos à globalização, que se interessam pelas condições materiais da vida das pessoas, denunciam as injustiças do sistema que impedem as maiorias populares de viver humanamente e propõem alternativas.

## Obras
1. "Aportes para una Teología desde la Mujer". (Biblia y Fe, Madri, 1988);
2. "Nuestro Clamor por la Vida. Teología Latinoame-ricana desde la Perspectiva de la Mujer". (Costa Rica, Departamento Ecuménico de Investigaciones, San José, Costa Rica, 1992) - "Our Cry for Life. Feminist Theology from Latin America" (Maryknoll, NY: Orbis Books, 1993);
3. "La Teología, La Iglesia y La Mujer en América Latina". (Indo-American Press, Bogotá, 1994);
4. "Teología Feminista Latinoamericana". (em co-autoria com Elsa Tamez, Ed. Abya-Yala, Quito, 1998);
5. "Entre la Indignación  y la Esperanza. Teología Feminista Latinoamericana". (em co-autoria com Ana María Tepedino, Ed. Indo-American Press e ASETT/EATWOT Associación Ecuménica de Teólogos y Teólogas del Tercer Mundo, Bogotá, 1998);
6. "Theology: Expanding the Borders" (em co-autoria com Roberto Goizueta, The Annual Publication of the College Theology Society, vol. 43, Mystic, CT:Twenty-Third Publications, 1998);
7. "Religion, Feminism, and Justice. Foundations of Latina Feminist Theology" (em co-autoria com Jeanette Rodríguez e Daisy L. Machado, Austin: University of Texas Press);
8. "En el Poder de la Sabiduría: Espiritualidades Feministas en lucha" (em co-autoria com Elisabeth Schüssler Fiorenza, Concilium 288, Verbo Divino, Estella (Navarra - Espanha), 2000);
9. "El Retorno de la Guerra Justa" (em co-autoria com Dietmar Mieth, Concilium 290, Verbo Divino, Estella (Navarra - Espanha), 2001);
10. "A Reader in Latina Feminist Theology. Religion and Justice" (em co-autoria com Daisy L. Machado e Jeanette Rodríguez, University of Texas Press, Austin (Texas), 2002;
11. "Reconciliación en un Mundo de Conﬂictos", (em co-autoria com Luiz Carlos Susin, Concilium 303, Verbo Divino, Estella (Navarra - Espanha), 2003;
12. "Feminist Intercultural Theology: Latina Explorations for a Just World", (em co-autoria com Maria José Rosado-Nunes, Maryknoll, NY, 2007)[1][4];

### Artigos
1. "Presencia de la mujer en la tradición profética": Servir 88-89 (Cidade do México, 1980), pp. 535–558;
2. "El culto a María y María en el culto": FEM Publicación Feminista, vol. 5/20 (México City, 1981-1982), pp. 41–46;
3. "Mujer e Iglesia. Participación de la Mujer en la presencia de la Iglesia", em "Aportes para una Teología desde la Mujer", (Madrid: Biblia y Fe, 1988), pp. 94–101. - "Women's Participation in the Church. A Catholic perspective" em "With Passion and Compassion. Third World Women doing Theology", Virginia Fabella e Mercy Amba Oduyoye (orgs.), Maryknoll, NY: Orbis Books, 1988), pp. 159–164. Reimpresso em Curt Cadorette (org.), "An Introductory Reader. Liberation Theology" (Maryknoll, NY: Orbis Books, 1992), pp. 192–197;
4. "Entrevista sobre la Teología desde la óptica de la mujer, Las Mujeres Toman la Palabra", Elsa Tamez (org.), San José, Costa Rica: DEI, 1989, pp. 13–21;
5. "Qué es hacer teología desde la perspectiva de la mujer, Iglesia y derechos humanos" em "IX Congreso de Teología", Joaquín Ruiz-Gimenez (org.), Madrid: Evangelio y Liberación, 1989, pp. 175–189;
6. "Bienaventurados los perseguidos y los que buscan la paz: Sal Terrae". Revista de Teología Pastoral 12 (Santander, 1989), pp. 895–907;
7. "Mujer y Praxis ministerial hoy. La respuesta del Tercer Mundo" em "Mujer y Ministerio. Fundamento bíblico y praxis eclesial", Escuela Bíblica Biblia y Fe, Revista de Teología Bíblica, nº 46 (Madrid, 1990): pp. 116–139;
8. "Sin contar las mujeres (Mt 14:21). Perspectiva Latinoamericana de la Teología Feminista", em "La Mujer en la Iglesia", Fernando Urbina de la Quintana (org.) Pastoral Misionera 178/179 (Madrid: Editorial Popular, 1991), pp. 103–122;
9. "The Challenge of Latina Women: Missiology. An International Review" (Abril, 1992): pp. 261–268;
10. "La Mujer/Women, in Prophetic Vision. Pastoral Reflections on the National Pastoral Plan for Hispanic Ministry", Soledad Galerón e Rosa María Icaza (orgs.) (Kansas City: Sheed & Ward, 1992), pp. 142–162 & 316-335;
11. "Doing Theology from the Perspective of Latin American Women", em "We are a People! Initiatives in Hispanic American Theology", Roberto S. Goizueta (org.) (Filadélfia: Fortress Press , 1992), pp. 79–105. - (em finlandes) "Vapautuksen Teologia Latinalaisessa Amerikassa. Näkökohtia naisen Perspektiivistä" em "Uskon Ja Elämän Uudet Kielet. Raportii Latinalaisen Amerikan ja Vapautuksen Teologian Seminaarista", Jouni Pirttijärvi e Katri Pirttijärvi (orgs.) (Helsinque: Kirkon Ulkomaanasiain Neuvosto, 1990), pp. 21–40;
12. "Perspectives on a Latina's Feminist Liberation Theology", em "Frontiers of Hispanic Theology in the United States", Allan Figueroa Deck (org.) (Maryknoll, NY: Orbis Books, 1992), pp. 23–40;
13. "Teología y Mujer en América Latina", em "Y... Dios Creó a la Mujer". XII Congreso de Teología, José María Diez Alegría (org.) (Madrid: Evangelio y Liberación, 1993), pp. 125–140. - "Y Dios creó a la mujer" Teología y Mujer en América Latina: Reflexión y Liberación" IV/15 (Santiago, Chile 1992), pp. 27–40;
14. "Directions and Foundations of Hispanic/Latino Theology: Toward a Mestiza Theology of Liberation": Journal of Hispanic/Latino Theology 1/1 (Novembro, 1993), pp. 5–21. Reimpresso em Arturo J. Bañuelas (org.), "Mestizo Christianity. Theology from the Latino Perspective" (Maryknoll, NY: Orbis Books, 1995), pp. 191–208;
15. "Feminismo", em "Conceptos Fundamentales del Cristianismo", Casiano Floristán e Juan José Tamayo (orgs.), Madrid: Trotta, 1993, pp. 509–524;
16. "Mujer" em "Diccionario de Pastoral", Benjamín Bravo (org.), (Cidade do México: B. Bravo, 1994), pp. 130–133;
17. "Santo Domingo Through the Eyes of Women", em "Santo Domingo and Beyond. Documents and Commentaries From the Historic Meeting of the Latin American Bishops Conference", Alfred T. Hennelly (jesuíta) (org.) (Maryknoll, NY: Orbis Books, 1994), pp. 212–225 - "Santo Domingo: La visión sobre las mujeres Latinoamericanas": Reflexión y Liberación 19 (Santiago, Chile 1993): pp. 39–50;
18. "Trazos Hacia una Antropología Teológica Feminista. Una Mirada desde la Teología Feminista Latinoamericana": Reflexión y Liberación 23 (Santiago, Chile 1994): pp. 43–58;
19. "Including Women's Experience: A Latina Feminist Perspective", em "In the Embrace of God. Feminist Approaches to Theological Anthropology", Ann O'Hara Graff (org.), ed. (Maryknoll, NY: Orbis Books, 1995), pp. 51–70;
20. "Teología Feminista Latinoamericana. Evolución y Desafíos": Tópicos '90, Cuadernos de Estudio 7 (Santiago, Chile: Janeiro 1995): pp. 107–122;
21. "Hearing One Another into Speech, in Women and Theology", Mary Ann Hinsdale e Phillis Kaminski (orgs) (Maryknoll, NY: Orbis Books, 1995), pp. 99–104;
22. "What's in a Name? Exploring the Dimensions of What 'Feminist Studies in Religion' Means": Journal of Feminist Studies in Religion 11/1 (Primavera 1995): pp. 115–119;
23. "Evil and Hope: A Reflection from the Victims. Response to Jon Sobrino", em "Proceedings of the Fiftieth Annual Convention of the Catholic Theological Society of America", Paul Crowley (org.), Volume 50 (Nova Iorque: CTSA, 1995), pp. 85–92;
24. "Colonization" e "Latin American Feminist Theology", em "Dictionary of Feminist Theologies", Letty M. Russell e J. Shannon Clarkson (orgs.), (Louisville, Kentucky: Westminster John Knox Press, 1996), pp. 50 & 114-116;
25. "The Collective "Dis-Covery" of Our Own Power: Latina American Feminist Theology", em "Hispanic/Latino Theology. Challenge and Promise", Ada María Isasi-Díaz e Fernando F. Segovia (orgs.), (Minneapolis: Fortress Press, 1996), pp. 240–258. Reimpresso em "Five Centuries of Hispanic American Christianity (1492-1992)", APUNTES 13/1 (Primavera 1993): pp. 86–103;
26. "Una Vida en Estado de Justicia. La Matríz Feminista de la Iglesia", em "Cristianismo y Liberación. Homenaje a Casiano Floristán", Juan José Tomayo-Acosta (org.) (Madrid: Trotta, 1996), pp. 141–158;
27. "Economic Violence in Latin American Perspective", em "Women Resisting Violence. Spirituality for Life", Mary John Mananzan (org.) (Maryknoll, NY: Orbis Books, 1996), pp. 100–108;
28. Women's Contribution to Theology in Latin America", em "Feminist Ethics and the Catholic Moral Tradition". "Readings in Moral Theology n.9", Charles E. Curran (org.) (Mahwah, Nova Jérsia, Paulist Press, 1996), pp. 90–119. extraído de "Our Cry for Life," pp. 109–130;
29. "Glaube und Kultur". (em co-autoria com Eine Antwort, M. Azevedo e P. Hünermann, em "Die >Identität< des Glaubens in den Kulturen. Das Inkulturationsparadigma auf dem Prüfstand", Andreas Lienkamp e Christoph Lienkamp, (orgs.) (Würzburg: Echter, 1997), pp. 91–103.
30. "Construyendo la Misión Evangelizadora de la Iglesia. Inculturación y Violencia Hacia las Mujeres", em "Entre la Indignación y la Esperanza. Teología Feminista Latinoamericana", Ana María Tepedino e María Pilar Aquino (orgs.) (Bogotá, Colômbia: Indo American Press, 1998), pp. 63–91;
31. "Teología Feminista Latinoamericana", em "Teología Feminista Desde América Latina", Otto Maduro (org.) (Guaiaquil, Equador: Cristianismo y Sociedad 135-132, 1998), 9-28. Reimpresso em "El Siglo de las Mujeres", Ediciones de las Mujeres No. 28, Ana María Portugal e Carmen Torres (orgs.), (Santiago, Chile: Isis Internacional, 1999), 233-251. Em alemão, "Lateinamerikanische Feministische Theologie", em "Befreiungstheologie: Kritischer Rückblick und Perspektiven für die Zukunft". Band 2: Kritische Auswertung ind neue Herausforderungen, Raúl Fornet-Betancourt (org.) (Verlag, Mainz: Grünewald, 1997), pp. 291–323. Em inglês: "Latin American Feminist Theology": Journal of Feminist Studies in Religion 14/1 (Primavera de 1998), pp. 89–107.
32. "Christianity in Latin America and the Caribbean" em Encyclopedia of Women and World Religion, Serinity Young (org.), (Nova Iorque: MacMillan, 1998), pp.
33. "La Visión Liberadora de Medellín en la Teología Feminista": Revista Latinoamericana de Teología XV/45 (Setembro-Dezembro 1998), pp. 269–275.
34. "Theological Method in U.S. Latino/a Theology: Toward an Intercultural Theology for the Third Millennium", em "From the Heart of Our People: Latino/a Explorations in Catholic Systematic Theology", Orlando O. Espín e Miguel H. Díaz (orgs.) (Maryknoll, NY: Orbis Books, 1999), 6-48;
35. "El Movimiento de Mujeres: Fuente de Esperanza", em "2000 Realidad y Esperanza", Virgilio Elizondo and Jon Sobrino (orgs.) Concilium 283 (Novembro 1999), 123-133;
36. "Christian Base Organizations", "Elsa Tamez", "Ivone Gebara", em "Encyclopedia of Contemporary Latin American Culture", Dan Balderston (editor chefe) Londres: Routledge, forthcoming);
37. "Juan Alfaro", "Louis Althusser", "Anthropology/Anthropological (Theological)", "María Clara Bingemer", "Capitalism", "Christian Anthropology", "Colonization," "Discrimination", "Ecology", "Episteme", "Epistemology", "Ethnicity", "Feminist Theology(ies)", "Casiano Floristan", "Ivone Gebara", "José Ignacio González Faus", "Hermeneutical suspicion", "Heterosexism", "Historical critique", "Human being", "Human rights", "Humankind", "Sor Juana Inés de la Cruz", "Laborem excercens (documento), "Latin American Theologies", "Liberalism", "Liberation", "Liberation theologies", "Karl Marx", "Marxism", "Medellin documents", "Rigoberta Menchú", "José Porfirio Miranda", "Mujerista theology", "Option for the poor", "Patriarchy", "Person", "Prophets (in Christianity)", "Puebla document", "Pablo Richard", "Rosemary Radford Ruether", "Santo domingo document", "Sexism", "Sin (social, structural)", "Social analysis", "Social doctrine of the church", "Social justice", "Social structures", "Socialism", "Juan José Tamayo-Acosta", "Elsa Tamez", "Ana María Tepedino", "Teresa of Avila" e "Third world theologies" em "An Introductory Dictionary of Theology and Religious Studies", Orlando O. Espín (org.)(Collegeville, Minnesota: The Liturgical Press, forthcoming);
38. "Feminist Theology", "Patriarchy/Hierarchy" e "Sexism" em "Dictionary of Third World Theologies", Virginia Fabella e R.S. Sugirtharajah (orgs.) (Maryknoll, NY: Orbis Books, forthcoming);
39. "El Pueblo de Dios en la Lucha por la Justicia - The People of God in the Struggle for Justice", em "The Love that Produces Hope. Essays on the Thought of Ignacio Ellacuría", Robert Lassalle-Klein e Kevin Burke (jesuíta) (orgs.) (Collegeville, Minnesota: The Liturgical Press, Forthcoming);
40. "Salvation/Liberation" em "Our Theology: Manual de Teología Latina en los EE.UU.", Allan Figueroa Deck e Ismael García (orgs.) (Minneapolis: Fortress Press, Forthcoming)[1];
41. "Presupuestos metodológicos de la teología desde la perspectiva de la mujer", "El uso de la palabra como afirmación de la plena humanidad" e "La reflexión eclesiológica feminista latinoamericana" em "Teología y Género: Selección de Textos", Clara Luz Ajo e Marianela de la Paz (org.), Editorial Caminos, La Habana, Cuba, 2003, pp. 143–196, 356-382);
42. "La teología feminista: horizontes de esperanza", em "Panorama de la teología latinoa-mericana", Juan José Tamayo e Juan Bosch (org.), (Verbo Divino, Estella, 2002, 2ª ed.), pp. 95–113;
43. "Teología Crítica y Dogmatismos Religiosos: Desafíos y Propuestas" em "Teologia e Sociedade. Relevância e Funções", Maria Carmelita de Freitas org, Sociedade de Teologia e Ciências da Religião, São Paulo: Paulinas, 2006), pp. 91–126;
44. "Pensamiento Intercultural y Teología Crítica" em "Utopia hat einen Ort. Beiträge für eine interkulturelle Welt aus vier Kontinenten", Raúl Fornet-Betancourt, Elisabeth Steffens e Annette Meuthrath (orgs.), IKO-Verlag für In-terkulturelle Kommunikation, 2006, pp. 57–64"[4].